# William Zouche, 1. Baron Zouche of Haryngworth
William Zouche, 1. Baron Zouche of Haryngworth (* um 1277; † 1352) war ein englischer Adliger. Er entstammte der Familie Zouche und war ein Sohn von Eudo de la Zouche und von Millicent de Cantilupe, der Witwe von John de Montalt. Seine Mutter war Miterbin ihres Bruders George de Cantilupe, nach dessen Tod 1273 hatte sie verstreuten Grundbesitz in Irland, Südwestengland und den Midlands geerbt.

## Leben
William Zouche nahm ab 1301 an zahlreichen Feldzügen während des ersten schottischen Unabhängigkeitskriegs teil, dazu diente er 1317 und 1332 in Irland und während des Kriegs von Saint-Sardos von 1324 bis 1325 in der Gascogne. Er wurde 1306 zum Knight of the Bath geschlagen und 1308 durch Writ of Summons als Baron Zouche in ein Parlament berufen. Er unterstützte die Adelsopposition unter dem Earl of Lancaster gegen König Eduard II. und war an der Hinrichtung des königlichen Favoriten Piers Gaveston beteiligt. Dies war vermutlich ein Grund, warum er als Buße 1317 eine Pilgerreise nach Santiago de Compostela plante, die er jedoch doch nicht unternahm. Im Juni 1317 trat er als Vasall in den Dienst von Lancaster. Im Falle eines Krieges sollte Zouche 30 men-at-arms stellen, wofür ihm Lancaster jährlich 200 Mark zahlte. Als Lancaster jedoch ab 1321 offen gegen den König rebellierte, beteiligte sich Zouche nicht an der Rebellion und entging damit einer Bestrafung durch den König.
Zouche diente auch als Richter, bis er 1330 in Derbyshire wegen seiner schlechten Gesundheit abgelöst wurde. Trotz angeschlagener Gesundheit nahm er noch 1337 am Parlament teil.

## Heirat und Nachkommen
Vor Februar 1296 heiratete Zouche Maud Lovell, eine Tochter von John Lovell of Titchmarsh und von Isabel de Bois. Ihre Mitgift erweiterte seinen Besitz in den Midlands, da sie Erbin ihres Onkels William du Bois († um 1313) wurde und Güter in Northamptonshire, Leicestershire und Warwickshire erbte. Mit seiner Frau hatte er drei Töchter und sieben Söhne, darunter:
- Eudo II. Zouche (1298–1326)
- Edmund de la Zouche, Geistlicher an St Paul’s Cathedral in London
- Millicent († 1379) ⚭ William Deincourt, 2. Baron Deincourt
- Elizabeth ⚭ Oliver Ingham, 1. Baron Ingham

Da sein ältester Sohn Eudo schon 1326 gestorben war, erbte dessen Sohn William II. seinen Titel. Manche Historiker vermuten, dass William Zouche, von 1342 bis 1352 Erzbischof von York, ebenfalls ein Sohn von ihm war, doch wahrscheinlicher ist, dass dieser ein jüngerer Bruder von Roger Zouche aus Lubesthorpe war.